# Stazione di Sarno
La stazione di Sarno è la stazione del comune di Sarno in provincia di Salerno gestita da Rete Ferroviaria Italiana.
Questa stazione è posta sulla ferrovia Cancello-Avellino, ed è origine di un raccordo con la linea a monte del Vesuvio.

## Storia
Originariamente la stazione fu inaugurata il 16 gennaio del 1856 con soli due binari. La stazione venne ricostruita nel 1992 in occasione del raddoppio del binario, con la costruzione di un nuovo fabbricato viaggiatori.

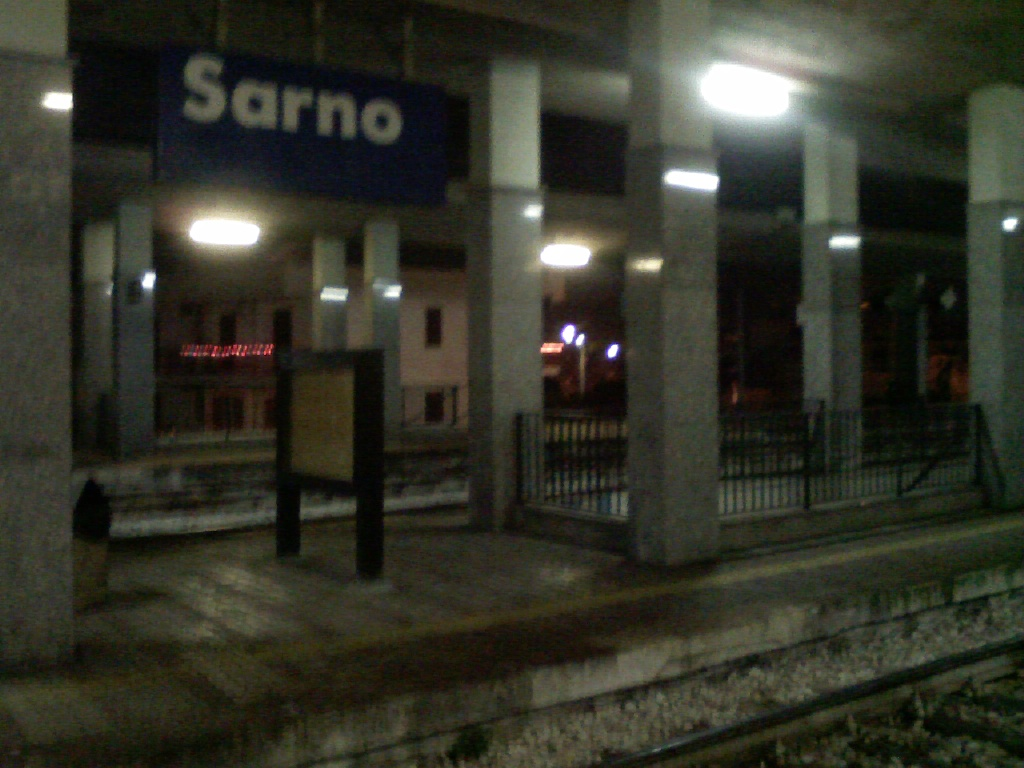
Veduta esterna
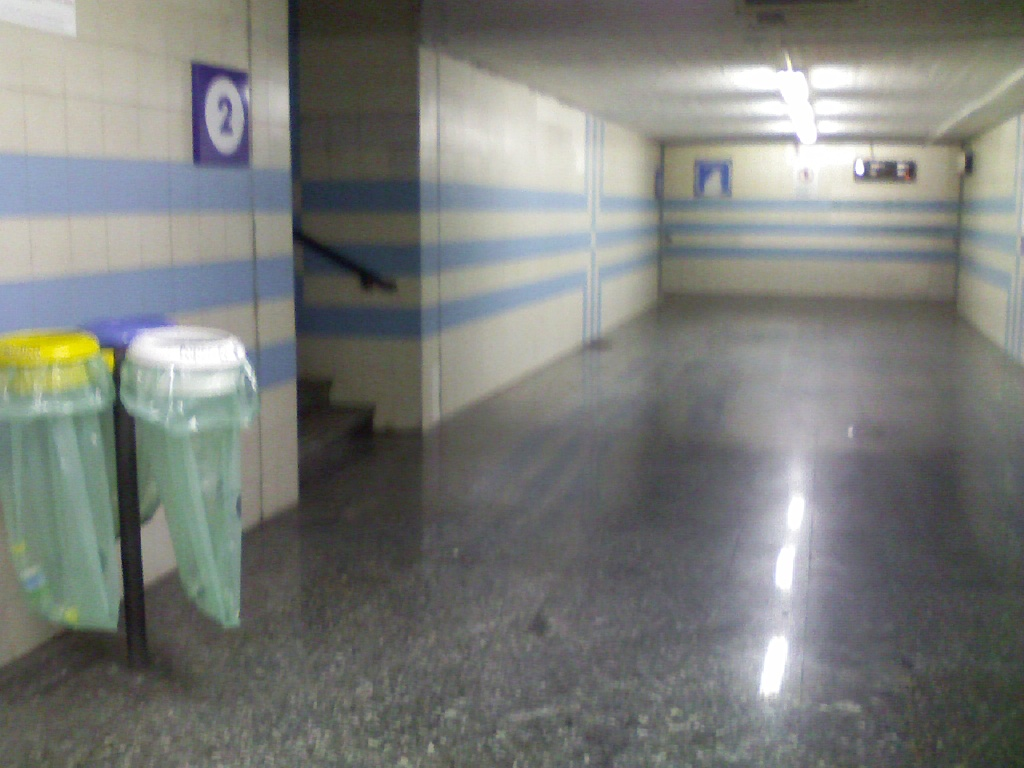
Il sottopassaggio

## Struttura ed impianto
La stazione di Sarno della RFI è composta da 4 binari per il servizio viaggiatori serviti da 3 banchine collegate tra loro attraverso un sottopassaggio, più alcuni binari tronchi per lo scalo merci non più utilizzati.

## Servizi
I treni che effettuano servizio viaggiatori a Sarno sono esclusivamente regionali, e le destinazioni sono: Salerno, Battipaglia e Caserta.
Essendo attraversata solo da treni a carattere regionale, la stazione non dispone di una biglietteria, bensì di un bar autorizzato a vendere i biglietti regionali del consorzio Unico Campania con cui è possibile muoversi attraverso qualsiasi mezzo pubblico, compresi gli autobus: dal parcheggio della stazione è presente anche il capolinea di diverse linee di autobus della provincia di Salerno (CSTP).
I principali servizi di questa stazione sono:
| - Capolinea autolinee - Parcheggio di scambio - Sottopassaggio | - Accessibilità per portatori di handicap - Bar - Servizi igienici |